# برج الحقيط
برج الحقيط، هو أطول مبنى في الخبر بالمملكة العربية السعودية. مكاتب الحقيط توجد في جميع المواقع الرئيسية حيث يقع المكتب الرئيسي في مدينة الخبر بالمنطقة الشرقية، وقبيلة الحقيط تعود اصولها الى قبيلة الجحادر من قحطان 

## أقسام الشركة

### قسم المقاولات
يهدف قسم المقاولات في شركة الحقيط إلى توفير خدمة هندسة ومقاولات متكاملة في الصناعة، وهي المشتريات والتخطيط والتركيب والتشغيل والصيانة للأجهزة والأنظمة الميكانيكية والكهربائية لكل من المجالين التجاري والصناعي.
شركة أرامكو السعودية قد كرمت الشركة كأفضل مقاول في عام 2007 مع الأخذ في الاعتبار الخدمات الممتازة والجوائز العديدة لمشاركة الفعالة في تحقيق هدف التأميم وكذلك تنفيذ متطلبات السلامة.
تشمل قائمة العملاء الرئيسيين شركة أرامكو السعودية والشركة السعودية للكهرباء وعمليات الخليج العربي (AGOC) في الخفجي، وبترورابغ، ياسرف، صدارة، لوبريف، سابك، ساسرف، ساتورب، سعودي شيفرون فيليبس، شيفرون فيليبس الجبيل، شيفرون فيليبس للبوليمرات الوطنية السعودية وساتورب وغيرها.
قامت الشركة بتأدية الخدمات الكهربائية والميكانيكية والتشغيل المسبق لأرامكو السعودية بموجب عقد متعاقب منذ عام 1984 م. وقد تم تنفيذ خدمات ما قبل التشغيل لعملاء آخرين بما في ذلك صدف ومحطة غزلان للطاقة وأم - لوج ومصنع تحلية المياه ومحطة ليلى للطاقة وفي بتروكيميا.
وقد شاركت شركة الحقيط بالكامل في تقديم خدمات الصيانة الكهربائية والميكانيكية والأجهزة والخدمات الفنية لشركة مصفاة بترومين شيل وشركة ينبع للبتروكيماويات السعودية (Yanpet)، وشركة الزيت العربية (AOC)، والبتروكيماويات الأوروبية السعودية (ابن زهر)، الشركة العربية للبتروكيماويات (بتروكيميا) والشركة الشرقية للبتروكيماويات (شرق) وشركة الميثانول السعودي (الرازي).
قسم التجارة (النفط والغاز)
قسم التجارة في الحقيط عدداً من المصنعين المشهورين عالمياً من الولايات المتحدة الأمريكية والدول الأوروبية. مع فريق متخصص وموهوب يتألف من مهندسين مبيعات ومهندسين خدمة، ويحافظ قسم التجارة على علاقة عمل ممتازة مع اصحاب العمل لضمان ترويج منتجاتهم وخدماتهم بنجاح للعملاء المحتملين / العملاء والمستخدمين النهائيين. لقد نجحت شركة الحقيط في طرح العديد من التقنيات والمنتجات الجديدة لعملائها وعلى وجه الخصوص لقطاعي النفط والغاز والتكرير والبتروكيماويات.
شركة الزيت العربية السعودية (أرامكو السعودية) هي على رأس قائمة العملاء. ومن بين العملاء الرئيسيين الآخرين شركة الزيت العربية (عمليات الخافجي المشتركة)، ومجموعة (سابك) للصناعات البتروكيماوية، والهيئة الملكية للجبيل وينبع، والشركة السعودية للكهرباء، والمراكز الصناعية الخاصة في المدن الصناعية بالجبيل، والدمام، والرياض، وجدة. وينبع. فيما يلي قائمة بالمنتجات التي يتم توريدها من خلال قسم التجارة:
- معدات البئر والملحقات
- مشغلات صمام (الكهربائية والهوائية)
- عازل المضخات الكهربائية الغاطسة
- أنظمة فصل الماء الزيتي
- الحفر التربيني
- خدمات الحفر التجويفي
- معدات المعالجة بالكهرباء
- أجهزة اختراق وقياس رأس البئر وملحقاتها
- نظام إغلاق الصمام ESD
- وسائل الاتصال السلكي معاودة الرد باتجاهين
- الأنابيب المكسوة وقطع التركيب
- معدات وأنظمة مراقبة كبريتيد الهيدروجين.

### قسم العقار
يقوم قسم العقارات في الحقيط ببناء علاقات مربحة للطرفين مع شركات في المنطقة الشرقية بالمملكة العربية السعودية. تهتم الشركة ب تصميم البناء والإنشاء وخدمات التأجير مع توفير إدارة عملية يومية. والقيام بعمليات تطوير مراكز مكاتب الشركات والمكاتب المهنية وجميع الأعمال مبنية على المستأجرين المتكررين وتجديد الإيجار. تقوم الشركة بتأجير وتدير المراكز المكتبية والفيلات السكنية. يقوم مدراء العقارات بزيارات منتظمة للتأكد من الحفاظ على ممتلكات في مظهر من الدرجة الأولى. أعمالهم مبنية على تكرار المستأجرين وتجديد الإيجارات.

### قسم المجمع سكني
مجمع الحقيط هو مفهوم حديث في المجمعات السكنية التي تم تصميمها لتزويد المستأجرين بمستوى عالٍ من الإقامة. المواقع الاستراتيجية قريبة من الدمام والخبر والظهران في نفس الوقت وتوفر سهولة الوصول إلى جميع المدارس الدولية في الخبر ومراكز التسوق والمطاعم والمستشفيات. المجمع به طرق واسعة وحدائق واسعة ومناظر طبيعية جميلة توفر بيئة فاخرة وممتعة.

### قسم الهندسة والإنشاء
يهدف قسم الهندسة والهندسة في الحقيط إلى تنفيذ الإنشاءات حتى تسليم المفتاح للمباني المؤسسية والتجارية. وتقوم بتغير المشهد الاقتصادي للمملكة بتغير أنماط الأعمال ويقدم منظورات جديدة في إقامة مشاريع البنية التحتية الرئيسية. إن القطاعات المستهدفة هي المشاريع التي سيتم تنفيذها على أساس البناء والتملك والتشغيل ونقل الملكية (BOOT) - البناء والتشغيل ونقل الملكية (BOT) - البناء والتملك والتأجير ونقل الملكية (BOLT) وغيرها من المتغيرات.
وتسعى شركة الحقيط إلى لعب دور رئيسي في السيناريو الذي يكون فيه مشاريع BOOT و BOLT و BOT ، وهذا سيشكل حصة رئيسية في دور الأقسام في جميع المشاريع الكبرى الجديدة.
تتخطى قدرة الأقسام تصميم وبناء الإطار الهيكلي بما في ذلك الانتهاء من تنفيذ بنود الأعمال والخدمات الكهرو ميكانيكية مثل: التدفئة والتهوية وتكييف الهواء والكهرباء والغسيل والمطابخ وآلية المباني والسباكة والصرف الصحي والمناظر الطبيعية المسطحات الخضراء.

### قسم دعم الأعمال والمشاريع المشتركة
يستمر قسم دعم الأعمال في القيام بدور هام داخل المجموعة. ويمثل القسم بعض الشركات التي تعتبر من أكثر الشركات المصنعة شهرة من الولايات المتحدة الأمريكية والمملكة المتحدة وأوروبا، حيث تقدم المنتجات والخدمات إلى كل من قطاعي التنقيب والإنتاج.
يلعب قسم دعم الأعمال دورًا رئيسيًا في تحقيق مبادرة إضافة القيمة الإجمالية للمملكة (أرامكو السعودية). يمتلكون الآن مشروعين مشتركين ناجحين لتصنيع مجموعة كاملة من معدات رؤوس الآبار وملحقاتها بالتعاون مع شركة جي إي للزيت والغاز والمصاعد الصناعية وشركة مشروع مشترك أخرى مع نظام كوربرو لتوفير خدمات الحفر. وقد نجح القسم في إدخال العديد من التقنيات الجديدة إلى قطاع التنقيب عن النفط والغاز.

### قسم خدمات تأجير المركبات
يقدم قسم خدمات تأجير السيارات في الحقيط خدمات المركبات إلى الشركات الكبرى في صناعات النفط والغاز في المملكة العربية السعودية والتي تشمل أرامكو السعودية وصدارة وياسرف وكيه جا أوه وساتورب وكاوست وبيترو رابيغ ولوبريف وسوميتومو الآن يتم توفير 150 مركبة إضافية للعملاء الكرام ويمتلكون مرافق صيانة المركبات في الخبر والجبيل.

### قسم خدمات الأمن
يهدف قسم الأمن في الحقيط إلى توفير خدمة الحراسة الأمنية لكبرى شركات النفط والغاز والتكرير والبتروكيماويات والطاقة على المدى الطويل وكذلك على أساس التعاقدات قصيرة الأجل. على مدى السنوات العديدة الماضية أصبح القسم واحدة من الشركات الرائدة في توفير أفراد الأمن الاكفاء في مختلف العقود. يقوم قسم الأمن بالعناية بإعداد الأمن الكلي أو قسم العقارات والمجمعات السكنية.

### قسم المطعم والتموين
يعمل قسم خدمات المطاعم في الحقيط منذ تأسيسها على نطاق واسع في قطاع الخدمات الغذائية. قام القسم باستمرار بتحسين وتوسيع نطاق خدماته لتشمل مجموعة واسعة من القطاعات العريضة لقطاعات الأعمال، من المجمعات الصناعية إلى المجمعات السكنية وكذلك المطاعم التشغيلية ومطاعم الامتياز
سواء كان مطعم صغير أو قاعة طعام سكنية أو غرفة طعام تشغيلية، تهدف الحقيط إلى توفير مجموعة مغذية وقيمة مقابل المال، بالإضافة إلى توفير الخبرة في مجال الطهي.